# Vlag van de Finstalige Zweden

Vlag van de Finstalige Zweden

De vlag van de Finstalige Zweden (Zweeds: Sverigefinska flaggan; Fins: Ruotsinsuomalaisten lippu) is de vlag van de Finssprekende minderheid in Zweden, de Finstalige Zweden. Hij werd in 2007 ontworpen door Ali Jonasson en ontwikkeld door de Vrienden van de Zweeds-Finse vlag. Na een wedstrijd werd de vlag door de delegatie van Zweedse Finnen op hun jaarlijkse vergadering op 30 maart 2014 verkozen tot het officiële symbool van de groep Zweedse Finnen. Op 24 februari, de verjaardag van Carl Axel Gottlund en ook de officiële dag van de Finstalige Zweden.
De verhoudingen van de vlag zijn hetzelfde als die van de Vlag van Åland. De vlag bevat de kleuren van zowel de Finse als de Zweedse vlag.